# معركة كربلاء (1991)
حدثت معركة كربلاء أثناء الانتفاضة التي اندلعت في العراق عام 1991 بعد حرب الخليج. بدأت المعركة بعد أن بدأت القوات المنحطة معنويا في مختلف أنحاء العراق بالتمرد ضد صدام حسين. في الفترة من 5 إلى 19 مارس 1991، أصبحت مدينة كربلاء ساحة معركة فوضوية نتيجة للقتال المرير بين المتمردين والحرس الجمهوري العراقي. بعد فشل الانتفاضة، قُتل مواطنون بأعداد كبيرة. دُمرت أجزاء من المدينة تقريبًا.

## مقدمة
في السنوات التي سبقت حرب الخليج، كانت مدينة كربلاء تفتخر بأن عدد سكانها يتجاوز 150 ألف نسمة. وكان السياح يتدفقون إلى المدينة من أفريقيا وحتى باكستان من أجل الذهاب إلى الحج إلى مرقد الإمام الحسين . خلال أشهر حرب الخليج، نجت المدينة بعناية من قصف التحالف لها بسبب أهمية مساجدها. بشكل عام، تعرضت المدينة لأضرار طفيفة طوال الحرب.
في الأيام التي سبقت الانتفاضة، اعتقد البعض أن عملاء من إيران انتقلوا إلى المدينة واختبأوا بين سكانها لغرض مستقبلي يتمثل في توجيه ثورة إسلامية؛ وهو ادعاء لا أساس له من الصحة وكان النظام البعثي حريصًا على نشره كجزء من محاولته تشويه سمعة الانتفاضة. وأخيراً، في الأول من مارس/آذار، بدأت الانتفاضة في مدينة البصرة الجنوبية. وبذلك انتشرت موجات الثورة في كل أنحاء العراق، من الأهوار الجنوبية إلى الجبال الكردية.

## انتفاضة

### 5 مارس
وكانت بعض جماعات المعارضة قد وزعت بالفعل منشورات على السكان المحليين، مما أدى إلى تغذية المشاعر المعادية لصدام بين الناس. وأفادت التقارير أيضًا أن عددًا من هذه المجموعات المعارضة تتكون من جنود سابقين في الجيش العراقي الذين خدموا في الكويت خلال حرب الخليج العربي. وفي وقت سابق من ذلك اليوم، وصل الجنود العائدون من الجبهة إلى كربلاء.
بدأت الثورة عند الساعة الثانية والنصف بعد الظهر عندما بدأ الشباب يتجولون في الشوارع حاملين الأسلحة، ويهاجمون المباني الحكومية والجنود الموالين. وقد شجع هذا الإجراء المواطنين على الخروج من منازلهم حاملين الأسلحة الخفيفة والسكاكين، المعروفة باسم "الأسلحة البيضاء"، والانضمام إلى الهجوم. وتم دعم هذه الأسلحة بأسلحة أثقل تم الاستيلاء عليها من قوات حزب البعث المعروفة بالجيش الشعبي. وكان مبنى إدارة الأوقاف أول من تعرض للتخريب، ثم تلاه عدد من المباني الأخرى. كما اقتحم الثوار مستشفى الحسيني وسيطروا على أجنحته. وأصبحت العديد من المزارات الشيعية المقدسة على الفور مقرات رئيسية للمتمردين، وكان المقران الرئيسيان هما مرقد الحسين بن علي والعباس بن علي.
وقُتل بعض المسؤولين البعثيين المحليين وبعض كبار ضباط الأمن، بمن فيهم قائد الشرطة ونائب المحافظ، بطرق وحشية لأنهم لم يتراجعوا في الوقت المناسب. وقد تركت العديد من جثثهم ملقاة في الشوارع، وبعضها أحرق. وعبر مكبرات الصوت التي كانت موجودة داخل المراقد الشيعية، طالب المسلحون بإحضار السجناء إلى مرقد العباس لإعدامهم. وبحلول الصباح، أصبحت المدينة تحت سيطرة المتمردين بشكل كامل.

### 6-11 مارس
وكان المتمردون يأملون أن نظام صدام لن يتمكن من قمع التمرد من دون القوة الجوية. لكن المشاكل كانت قد أثارت في جميع أنحاء المدينة، التي أغلقتها قوات التحالف كشرط لوقف إطلاق النار في حرب الخليج. ولكن القوات الأميركية لم تمنع قوات صدام من استخدام القوة الساحقة لقمع الانتفاضة. وتعرضت كربلاء لقصف مدفعي عنيف، كما تعرضت معاقل المتمردين لهجمات بطائرات هليكوبتر حربية، على الرغم من الإعلان الرسمي عن مناطق حظر الطيران العراقية.
وخلال الهجوم المضاد، كان من الممكن سماع أصوات عبر مكبرات الصوت التي كانت موجودة في مرقد العباس والحسين، تأمر المتمردين بمهاجمة الحرس الجمهوري. وفي الأيام الأخيرة من الانتفاضة، تعرضت الأضرحة لأضرار جسيمة نتيجة قذائف المدفعية والصواريخ التي أطلقت من طائرات الهليكوبتر. وتحصن عدد كبير من المتمردين والعديد من المدنيين الذين يؤيدونهم في المباني. وفي تسجيلات الفيديو للانتفاضة، يظهر الناس يرقصون من الفرحة ويطلبون المساعدة من أمريكا وإيران، وهي المساعدة التي لم تأت أبدًا. وبمجرد أن حاصرت القوات الموالية الضريح، وقف قائد الهجوم وأحد أتباع صدام، حسين كامل المجيد ، على دبابة وصاح: "اسمك حسين واسمي كذلك. دعنا نرى من هو الأقوى الآن". ثم أعطى الأمر بفتح النار على الضريح. وبعد أن فجروا أبواب المرقد، اندفع الحرس إلى داخله وقتلوا أغلبية من كانوا داخل المرقد بنيران الأسلحة الأوتوماتيكية.
وبعد أن سيطر الجيش على المدينة، حاصر كل أحياءها، وبحث عن الشباب. في البداية، أطلق الجنود النار على كل من رأوه. وبعد يوم أو نحو ذلك، ألقوا القبض على كل ذكر تجاوز عمره 15 عامًا. أُلقي القبض على رجال الدين الشيعة الذين شوهدوا وهم يتجولون في الشوارع ولم يتم رؤيتهم مرة أخرى. زرعت الألغام في الجثث ولم يسمح للناس بإزالتها من الشوارع. وقيل إن طائرات الهليكوبتر الحربية التي كانت متمركزة على مشارف المدينة قامت بقصف [الإنجليزية]
 المدنيين أثناء فرارهم من المدينة.

### 19 مارس
انتقم الجنود من المتمردين والمدنيين الذين لم يفروا. انتقلوا من منطقة إلى أخرى وقاموا بجمع الشباب الذين اشتبهوا في كونهم متمردين، ونقلوهم إلى الملاعب وأعدموا بعضهم. وذكرت التقارير أن آخرين أرسلوا إلى مركز احتجاز كبير خارج بغداد. وقد أشارت هذه العلامات إلى أن الانتفاضة قُمعت رسميا.

## العواقب
وأشارت التقارير إلى أنه لم يبق أي حي سليما بعد الانتفاضة. وفي محيط مرقد الحسين بن علي والعباس بن علي عليهم السلام، تهدمت معظم الأبنية المحيطة بالمرقدين بالكامل. كانت الأضرحة نفسها مليئة بعلامات الرصاص ونيران الدبابات. لكن سرعان ما تم ترميمها خوفًا من الغضب الشعبي.
في ديسمبر/كانون الأول 2005، اكتشف عمال صيانة أنابيب المياه التي تقع على بعد 500 متر من مرقد الإمام الحسين عليه السلام مقبرة جماعية تحتوي على عشرات الجثث، ويبدو أن هذه الجثث تعود إلى أحرار الشيعة الذين استشهدوا بعد الانتفاضة.
وفي 10 كانون الثاني/يناير 2010، أكتشفت مقبرة جماعية أخرى جنوبي كربلاء المقدسة، تحتوي على جثث 23 شخصاً من الرجال والنساء.

## الثقافة الشعبية
فيلم الرجل الأزرق 2014، والذي يرتبط بمقال نيويورك تايمز بعنوان "كشف أهوال العراق في مقابر الصحراء" الذي كتبه جون ف. بيرنز ، يدور حول المتمردين الذين قتلوا أثناء الانتفاضة ودُفنوا في مقبرة الرجل الأزرق الجماعية.

## روابط خارجية
- انتفاضة 1991 في العراق وتداعياتها